# クリス・マーシャル

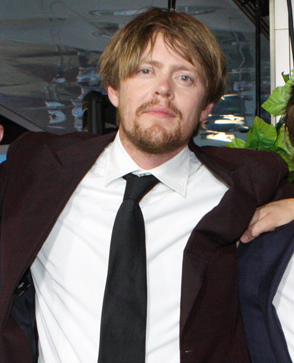
クリス・マーシャル

クリス・マーシャル（Kris Marshall、1973年4月1日 - ）は、イギリスの俳優。コミカルな演技が得意で、憎めない変人を演じることが多い。
イギリスのテレビシリーズ『マイ・ファミリー』では、一風変わった一家の長男を演じてブリティッシュ・コメディ・アウォードを受賞した。
これまで『愛の創造』、『真夏の夜の夢』などの舞台にも立っている。

## 主な出演作品
- アイリス Iris  (2001)
- サハラに舞う羽根 The Four Feathers  (2002)
- デス・フロント Deathwatch  (2002)
- ラブ・アクチュアリー Love Actually  (2003)
- ヴェニスの商人 The Merchant of Venice  (2004)
- ハウエルズ家のちょっとおかしなお葬式 Death at a Funeral (2007)
- ミステリーインパラダイス Death in Paradise (2014 - 2016)